# Юр’єво (Новгородський район)
Юр’єво (рос. Юрьево) — присілок в Новгородському районі Новгородської області Російської Федерації.
Населення становить 22 особи. Входить до складу муніципального утворення Ракомське сільське поселення.

## Історія
Від 2004 року входить до складу муніципального утворення Ракомське сільське поселення.

## Населення
| 2010 |
| ---- |
| 22   |